# مهرداد كفشجري
مهرداد كفشجري (22 أبريل 1987 بقائم شهر في إيران - ) هو لاعب كرة قدم إيراني في مركز الوسط. شارك مع منتخب إيران تحت 17 سنة لكرة القدم ومنتخب إيران تحت 20 سنة لكرة القدم. أما مع النوادي، فقد لعب مع نادي برسبوليس ونادي راه آهن ونادي كهر دورود لرستان.

## وصلات خارجية
- مهرداد كفشجري على موقع قاعدة بيانات كرة القدم.إي يو (الإنجليزية)